# Jan Petter Devor
Jan Petter Devor (* 1943) ist ein ehemaliger norwegischer Skispringer.

## Werdegang
Bei den Norwegischen Meisterschaften 1961 auf dem Marikollen in Rælingen gewann er hinter Toralf Engan und vor Halvor Næs die Silbermedaille von der Normalschanze. Bei der Vierschanzentournee 1962/63 startete er mit Rang 25 auf der Schattenbergschanze in Oberstdorf. In Innsbruck landete er auf der Bergiselschanze auf dem 28. Platz und in Garmisch-Partenkirchen auf Platz 29. Auf der Paul-Außerleitner-Schanze in Bischofshofen landete er auf dem 19. Platz. Die Tournee beendete er mit 714,7 Punkten auf dem 20. Platz der Gesamtwertung.
Nach seiner aktiven Karriere ließ sich Devor als Zahnarzt in Oslo nieder.

## Erfolge

### Vierschanzentournee-Platzierungen
| Saison  | Platz | Punkte |
| ------- | ----- | ------ |
| 1962/63 | 20.   | 714,7  |